# صیاد (موشک)
صیاد یک سری از موشک‌های سطح به هوای سوخت جامد است که توسط ایران ساخته شده‌اند.

## صیاد-۱
صیاد-۱ نسخه بهبود یافته موشک سام چینی HQ-2 است؛ با این حال، این موشک در سیستم‌های هدایت و کنترل با نسخه‌های چینی تفاوت دارد. صیاد-۱ با سر جنگی حدود ۲۰۰ کیلوگرم و سرعتی حدود ۱۲۰۰ متر در ثانیه مجهز است. 

## صیاد-۲
صیاد-۲ نسخه معکوس طراحی شده موشک استاندارد دریایی RIM-66 (SM-1) است که ایران قبل از انقلاب ۱۹۷۹ از ایالات متحده دریافت کرده بود. این موشک نسخه بهبود یافته سیستم صیاد-۱ است که دقت، برد و قدرت دفاعی بالاتری دارد. برد دقیق موشک صیاد-۲ مشخص نیست و منابع مختلف بردهای متفاوتی از ۶۰ کیلومتر تا ۱۲۰ کیلومتر اعلام کرده‌اند. در تاریخ ۱۷ مه ۲۰۲۴، موشک‌های صیاد-۲ پس از یک حمله هوایی در کنار حزب‌الله مشاهده شدند. موشک محراب نسخه دریایی موشک صیاد-۲ است.

## صیاد-۳
صیاد-۳ موشک مشابهی است، اما با قابلیت برد بلندتر. این موشک قطر مشابهی با صیاد-۲ دارد، اما بدنه‌ای بلندتر و باله‌ها و سطوح کنترل متفاوتی دارد. بر اساس برآوردهای فعلی، برد صیاد-۳ حدود ۱۵۰-۲۰۰ کیلومتر است. موشک صیاد-۳ که توسط سیستم سام استفاده می‌شود، بردی معادل ۲۰۰ کیلومتر دارد. این سیستم همچنین قادر به شناسایی اهداف راداری گریز از فاصله ۸۵ کیلومتر است و می‌تواند آنها را در فاصله ۴۵ کیلومتری نابود کند.

## صیاد-۴
صیاد-۴ نسخه بهبود یافته صیاد-۳ با برد بیشتر و قابلیت مانور بهتری است.

### صیاد-۴B
صیاد-۴B در تاریخ ۵ نوامبر ۲۰۲۲ رونمایی شد. این موشک بردی معادل ۳۰۰ کیلومتر دارد و توسط سیستم سام بَوار-۳۷۳ استفاده می‌شود.